# MY LOVELY NONA
「MY LOVELY NONA」（マイ・ラブリー・ノーナ）とは、ノーナ・リーヴスのアナログ盤である。1999年12月10日に発売された。

## 概要
自身初のアナログ盤。アルバム「FRIDAY NIGHT」と同時発売された。収録曲のうち「ANIMATION I LOVE HER」は本作が初出だったが、後に「ANIMATION」の2013年盤のボーナストラックとしてCD化された。

## 収録内容
| 全作詞: 西寺郷太。 |                                                               |          |                    |
| #                  | タイトル                                                      | 作詞     | 作曲               |
| 1.                 | 「FRIDAY NIGHT (SOUL ON)」(フライデー・ナイトはソウル・オン!) | 西寺郷太 | 西寺郷太           |
| 2.                 | 「BAD GIRL」(バッド・ガール)                                  | 西寺郷太 | 西寺郷太・奥田健介 |
| 3.                 | 「STOP ME」(ストップ・ミー)                                   | 西寺郷太 | 西寺郷太           |
| 4.                 | 「ANIMATION I LOVE HER」(アニメーション・アイ・ラヴ・ハー)    | 西寺郷太 | 西寺郷太           |

| 全作詞: 西寺郷太。 |                                                |          |                    |
| #                  | タイトル                                       | 作詞     | 作曲               |
| 1.                 | 「I HEARD THE SOUND (Pts. 1&2)」(鼓膜の中の愛) | 西寺郷太 | 西寺郷太           |
| 2.                 | 「WARNER MUSIC」(ワーナー・ミュージック)       | 西寺郷太 | 西寺郷太           |
| 3.                 | 「MY LOVELY NONA」(可愛いノーナ)               | 西寺郷太 | 西寺郷太・奥田健介 |
| 4.                 | 「PEANUTS」(ピーナッツ)                        | 西寺郷太 | 西寺郷太           |